# شهر الفیصلیه
شهر الفیصلیه (به عربی: مدینة الفیصلیة) یک منطقهٔ مسکونی در عربستان سعودی است. شهر الفیصلیه ۲٬۳۵۴ کیلومتر مربع مساحت دارد.